# Trélon
Trélon é uma comuna francesa na região administrativa de Altos da França, no departamento do Norte. Estende-se por uma área de 39.15 km². Em 2010 a comuna tinha 2 864 habitantes (densidade: 73,2 hab./km²).